# 継屯
継 屯（つぐ たむろ、1879年〈明治12年〉4月8日 - 没年不明）は、大日本帝国陸軍軍人。最終階級は陸軍少将。山口県大津郡仙崎町長。

## 経歴
山口県出身。1902年（明治35年）陸軍士官学校第14期卒業。1913年（大正2年）陸軍大学校第25期卒業。
1924年（大正13年）2月に徳島連隊区司令官に任ぜられ、同年8月、陸軍歩兵大佐に進級。
ついで、1925年（大正14年）3月に歩兵第22連隊長、1928年（昭和3年）3月に近衛師団司令部附（専修大学配属将校）を経て、1930年（昭和5年）3月6日に陸軍少将に進級と同時に待命、同月25日に予備役に編入した。
退役後は、仙崎町長を務めた。
1947年（昭和22年）11月28日、公職追放仮指定を受けた。

## 栄典
勲章等
- 1940年（昭和15年）8月15日 - 紀元二千六百年祝典記念章[5]